# Safari Club
O Safari Club era uma aliança secreta de serviços de inteligência formada em 1976 que conduzia operações clandestinas em toda a África, numa altura em que o Congresso dos Estados Unidos tinha limitado o poder da CIA após anos de abusos e quando Portugal estava a desmantelar o seu Império Colonial na África. Seus membros formais eram os pré-revolucionários Irã (Pahlavi), Egito, Arábia Saudita, Marrocos e França. O grupo manteve ligações informais com os Estados Unidos, África do Sul, Rodésia e Israel. O grupo executou uma intervenção militar bem sucedida no Zaire em resposta a uma invasão de Angola. Também forneceu armas à Somália no conflito de 1977–1978 com a Etiópia. Organizou a diplomacia secreta relativa ao anticomunismo em África e foi creditado por iniciar o processo que resultou no tratado de paz Egito-Israel de 1979.

## Organização
Alexandre de Marenches iniciou o pacto com mensagens aos outros quatro países — e à recém-independente Argélia, que se recusou a participar.

### Países signatários
A carta original foi assinada em 1976 por líderes e diretores de inteligência dos cinco países:
| País           | Diretor                | Serviço de Inteligência                                             |
| -------------- | ---------------------- | ------------------------------------------------------------------- |
| França         | Alexandre de Marenches | Service de documentation extérieure et de contre-espionnage (SDECE) |
| Arábia Saudita | Kamal Adham            | Al Mukhabarat Al A'amah                                             |
| Egito          | Kamal Hassan Ali       | Mukhabarat                                                          |
| Marrocos       | Ahmed Dlimi            | Direção Geral de Vigilância Territorial                             |
| Irã            | Nematollah Nassir      | SAVAK                                                               |

#### Países não signatários porém com ligações informais
| País           | Serviço de Inteligência             |
| -------------- | ----------------------------------- |
| Estados Unidos | Central Intelligence Agency (CIA)   |
| África do Sul  | Departamento de Segurança do Estado |
| Rodésia        | Organização Central de Inteligência |
| Israel         | Mossad                              |

A Carta começa: “Acontecimentos recentes em Angola e noutras partes de África demonstraram o papel do continente como teatro de guerras revolucionárias instigadas e conduzidas pela União Soviética, que utiliza indivíduos ou organizações simpatizantes ou controladas pela ideologia marxista”.
O objetivo do grupo era, portanto, opor-se à influência soviética, apoiando os anticomunistas. A carta também diz que o grupo pretende ser “global na concepção”. A sua formação tem sido atribuída à interligação de interesses dos países envolvidos (que já cooperavam até certo ponto). Juntamente com a busca ideológica do anticomunismo global, estes incluíam os objetivos mais concretos da estratégia militar e dos interesses econômicos. (Os exemplos incluem operações de mineração internacionais e investimentos na Transvaal Development Company da África do Sul na Era Apartheid).

### Infraestrutura
O clube ocupava noventa e um acres de paisagem magnífica, tendo o Monte Quênia como pano de fundo. Havia riachos de montanha, jardins de rosas, cachoeiras fluindo em piscinas tranquilas... Pavões, cegonhas, íbexes e pássaros exóticos passeavam...

Ronald Kessler, The Richest Man in the World: The Story of Adnan Khashoggi, 1986

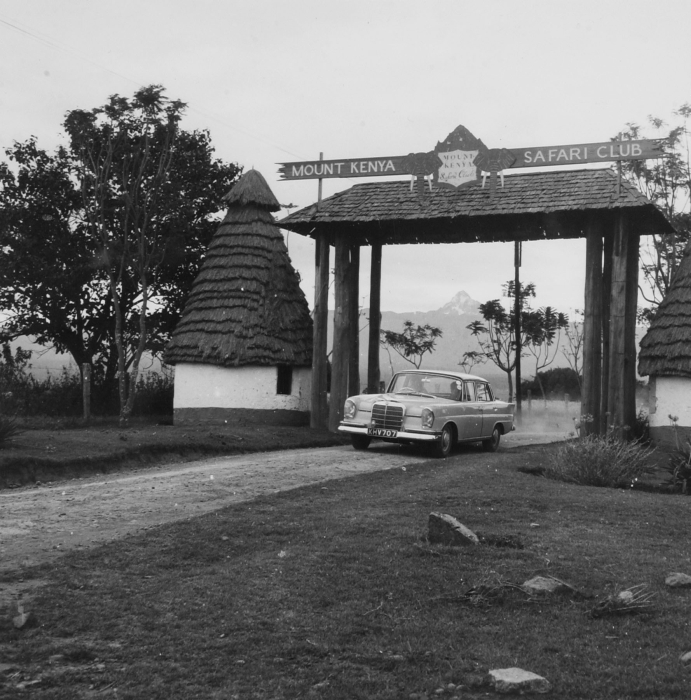
Mount Kenya Safari Club de Khashoggi, do qual deriva o nome da aliança.

O Safari Club leva o nome (supostamente ideia de Marenches) em homenagem ao resort exclusivo no Quênia onde o grupo se conheceu em 1976. O clube era administrado pelo traficante de armas saudita Adnan Khashoggi – também amigo de Adham.
A carta original estabelece que um centro de operações seria construído até 1 de Setembro de 1976 no Cairo. O grupo instalou ali a sua sede e a sua organização incluía um secretariado, uma ala de planeamento e uma ala de operações. Também foram realizadas reuniões na Arábia Saudita e no Egito. O grupo fez grandes compras de imóveis e equipamentos de comunicação seguros.
A criação do Safari Club coincidiu com a consolidação do Bank of Credit and Commerce International (BCCI). O BCCI serviu para lavagem de dinheiro, particularmente para a Arábia Saudita e os Estados Unidos — cujo diretor da CIA em 1976, George H. W. Bush, tinha uma conta pessoal. "O Safari Club precisava de uma rede de bancos para financiar as suas operações de inteligência. Com a bênção oficial de George Bush como chefe da CIA, Adham transformou um pequeno banco comercial paquistanês, o Banco de Crédito e Comércio Internacional (BCCI), num máquina mundial de lavagem de dinheiro, comprando bancos em todo o mundo para criar a maior rede monetária clandestina da história".
O BCCI também serviu como mecanismo de recolha de informações em virtude dos seus extensos contactos com organizações clandestinas em todo o mundo. "Eles arquitetaram, com Bush e outros chefes de serviços de inteligência, um plano que parecia bom demais para ser verdade. O banco solicitaria negócios a todas as principais organizações terroristas, rebeldes e clandestinas do mundo. A informação inestimável assim obtida seria distribuído discretamente aos 'amigos' do BCCI".

### Envolvimento dos Estados Unidos

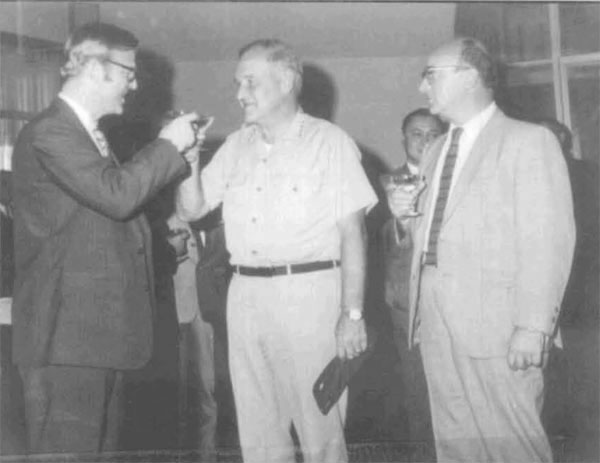
Theodore "Ted" Shackley (à esquerda) foi um contato importante da CIA para o Safari Club

Os Estados Unidos não eram um membro formal do grupo, mas estiveram envolvidos até certo ponto, particularmente através da sua Agência Central de Inteligência. Henry Kissinger é creditado pela estratégia americana de apoiar implicitamente o Safari Club – permitindo-lhe cumprir os objectivos americanos por procuração, sem arriscar responsabilidade directa. Esta função tornou-se particularmente importante depois de o Congresso dos EUA ter aprovado a Resolução sobre Poderes de Guerra em 1973 e a Emenda Clark em 1976, reagindo contra acções militares encobertas orquestradas dentro do Poder Executivo do governo.

Um factor importante na natureza do envolvimento dos EUA dizia respeito à mudança das percepções internas da CIA e do sigilo governamental. A Comissão Rockefeller e o Comissão Church lançaram recentemente investigações que revelaram décadas de operações ilegais por parte da CIA e do FBI. O escândalo Watergate direcionou a atenção da mídia para estas operações secretas e serviu como uma causa imediata para estas investigações em curso. Jimmy Carter discutiu as preocupações públicas sobre o sigilo na sua campanha e, quando assumiu o cargo em Janeiro de 1977, tentou reduzir o âmbito das operações secretas da CIA. Num discurso de 2002 na Universidade de Georgetown, o Príncipe Turki, do serviço de inteligência da Arábia Saudita, descreveu a situação da seguinte forma:
Em 1976, depois dos assuntos Watergate terem ocorrido aqui, a sua comunidade de inteligência foi literalmente amarrada pelo Congresso. Não poderia fazer nada. Não podia enviar espiões, não podia escrever relatórios e não podia pagar dinheiro. Para compensar isso, um grupo de países reuniu-se na esperança de combater o comunismo e criou o que foi chamado de Safari Club. O Safari Club incluiu França, Egito, Arábia Saudita, Marrocos e Irã. O principal objectivo deste clube era partilhar informações uns com os outros e ajudar-nos mutuamente no combate à influência soviética em todo o mundo, e especialmente em África.
Quando o Safari Club estava iniciando as operações, o ex-diretor da CIA Richard Helms e o agente Theodore "Ted" Shackley estavam sob escrutínio do Congresso e temiam que novas operações secretas pudessem ser rapidamente expostas. Peter Dale Scott classificou o Safari Club como parte da “segunda CIA” – uma extensão do alcance da organização mantida por um grupo autónomo de agentes-chave. Assim, mesmo enquanto o novo director da CIA de Carter, Stansfield Turner, tentava limitar o âmbito das operações da agência, Shackley, o seu vice, Thomas Clines, e o agente Edwin P. Wilson mantiveram secretamente as suas ligações com o Safari Club e o BCCI.

## Operações secretas sem supervisão do Congresso
O Safari Club utilizou uma divisão informal de trabalho na condução das suas operações globais. A Arábia Saudita forneceu dinheiro, a França forneceu tecnologia de ponta e o Egipto e Marrocos forneceram armas e tropas. O Safari Club normalmente coordenava com agências de inteligência americanas e israelenses.

### Estreia: Província de Shaba do Zaire

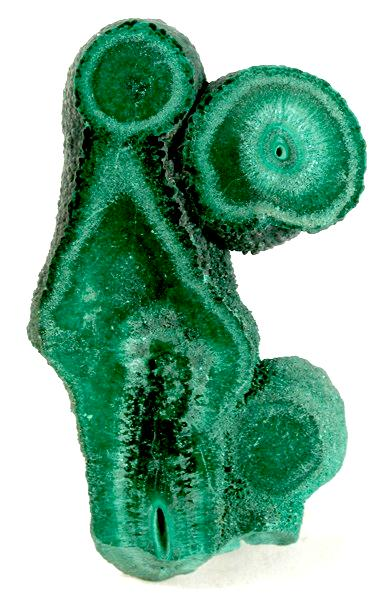
Malaquita de Kolwezi na província de Shaba, a província foi renomeada por Mobutu em 1972, é rica em cobre, cobalto e rádio e urânio (Shinkolobwe).

A primeira acção do Safari Club ocorreu em Março-Abril de 1977, em resposta ao conflito Shaba I no Zaire, após um pedido de apoio ter sido feito no interesse de proteger as operações mineiras francesas e belgas no país. O Safari Club respondeu e veio em auxílio do Zaire – liderado por Mobutu, apoiado pelo Ocidente e anticomunista – para repelir uma invasão da Frente de Libertação Nacional do Congo (FNLC). A França transportou tropas marroquinas e egípcias para a província de Shaba e repeliu com sucesso os atacantes. A Bélgica e os Estados Unidos também forneceram apoio material. O conflito de Shaba serviu de frente na Guerra Civil Angolana e também ajudou a defender os interesses mineiros franceses e belgas no Congo.
O Safari Club acabou por fornecer 5 milhões de dólares em assistência à União Nacional para a Independência Total de Angola (UNITA), de Jonas Savimbi.

### Negociações de paz Egito-Israel
O grupo ajudou a mediar negociações entre Egito e Israel, levando à visita de Sadat a Jerusalém em 1977, aos Acordos de Camp David em 1978 e ao tratado de paz Egito-Israel em 1979. Este processo começou com um membro marroquino do Safari Club transportando pessoalmente uma carta de Yitzhak Rabin para Sadat (e alegadamente avisando-o de um plano de assassinato na Líbia); esta mensagem foi seguida por conversações secretas em Marrocos – supervisionadas pelo rei Hassan II – com o general israelita Moshe Dayan, o diretor do Mossad Yitzhak Hofi e o agente de inteligência egípcio Hassan Tuhami. Imediatamente após o director da CIA, Stansfield Turner, ter dito a uma delegação israelita que a CIA já não iria conceder favores especiais a Israel, Shackley (que permaneceu activo no Safari Club) contactou a Mossad e apresentou-se como o seu contacto na CIA.

### Etiópia e Somália

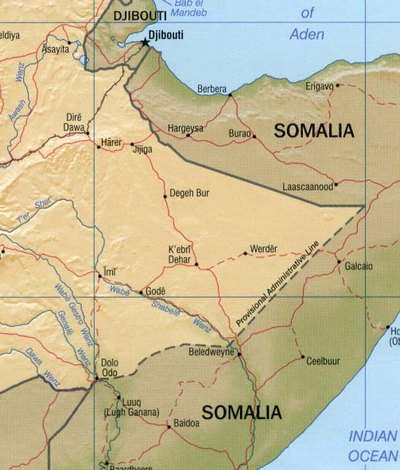
Mapa mostrando a região de Ogaden na Etiópia em relação à Somália

O Safari Club apoiou a Somália na Guerra Etio-Somali de 1977-1978, depois que Cuba e a URSS ficaram do lado da Etiópia. Este conflito eclodiu quando a Somália tentou obter o controle da região (etnicamente somali) de Ogaden, na Etiópia. Antes da guerra, a URSS apoiava militarmente ambos os estados. Depois de não conseguir negociar um cessar-fogo, a URSS interveio para defender a Etiópia. As forças etíopes apoiadas pelos soviéticos – apoiadas por mais de dez mil soldados de Cuba, mais de mil conselheiros militares e cerca de mil milhões de dólares em armamentos soviéticos – derrotaram o exército somali e ameaçaram um contra-ataque. O Safari Club abordou o líder somali Siad Barre e ofereceu armas em troca de repudiar a União Soviética. Barre concordou e a Arábia Saudita pagou ao Egipto 75 milhões de dólares pelas suas armas soviéticas mais antigas. O Irã forneceu armas antigas (supostamente incluindo tanques M-48) dos EUA.
Os acontecimentos na Somália trouxeram divergências únicas entre as políticas oficiais dos EUA e do Safari Club. Carter, perturbado pela agressividade inesperada da Somália, decidiu não apoiar publicamente a Somália, e o xá do Irão foi forçado a transmitir a mensagem de Carter de que "Vocês, somalis, estão a ameaçar perturbar o equilíbrio do poder mundial". Mas em 22 de agosto de 1980, o Departamento de Estado de Carter anunciou um amplo plano para o desenvolvimento militar na Somália, incluindo a construção de uma base, bem como ajuda económica e militar ao exército somali. Esta política continuaria durante a administração Reagan.

### Armando e financiando os Mujahideen
Os membros do Safari Club, o BCCI e os Estados Unidos cooperaram no armamento e no financiamento dos mujahidin afegãos para se oporem à União Soviética. O núcleo deste plano era um acordo entre os Estados Unidos e a Arábia Saudita para se equipararem no financiamento da resistência afegã à URSS. Tal como o apoio militar à Somália, esta política começou em 1980 e continuou durante a administração Reagan.

## Desenvolvimentos adicionais

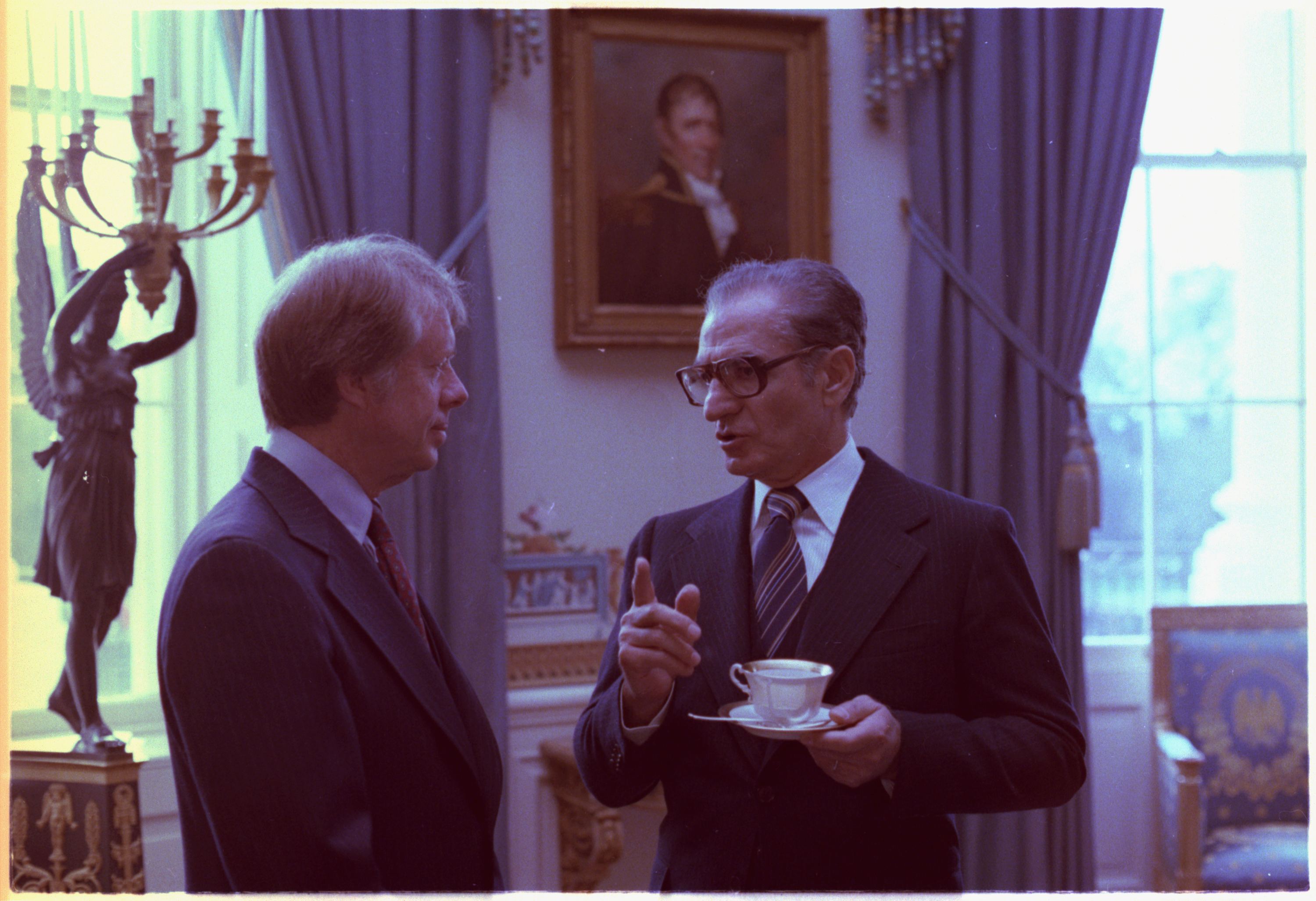
O presidente Jimmy Carter e o Xá da Pérsia na Casa Branca, 15 de novembro de 1977.

O Safari Club não poderia continuar como estava quando a Revolução Iraniana de 1978-1979 neutralizou o Xá como aliado. No entanto, os acordos entre as restantes potências continuaram no mesmo rumo. William Casey, gerente de campanha de Ronald Reagan, sucedeu Turner como diretor da CIA. Casey assumiu pessoalmente a responsabilidade de manter contatos com a inteligência saudita, reunindo-se mensalmente com Kamal Adham e depois com o príncipe Turki. Alguns dos mesmos atores foram posteriormente ligados ao caso Irã-Contras, e a Arábia Saudita forneceu os fundos para a tentativa de assassinato de Sayyed Mohammad Hussein Fadlallah.
A existência do Safari Club foi descoberta pelo jornalista egípcio Mohamed Hassanein Heikal, que foi autorizado a rever documentos confiscados durante a Revolução Iraniana.